# فرانسیس اونیکا
فرانسیس اونیکا (انگلیسی: Francis Onyeka؛ زادهٔ ۲۹ آوریل ۲۰۰۷) بازیکن فوتبال اهل آلمان است که در حال حاضر برای باشگاه فوتبال بایر لورکوزن بازی می‌کند.
وی همچنین در تیم‌های ملی فوتبال زیر ۱۵ سال، زیر ۱۶ سال، زیر ۱۷ سال و زیر ۱۸ سال آلمان بازی کرده است.
1. دوران حرفه‌ای

فرانسیس اونیکا محصول جوانان باشگاه بروسیا لیندنتال-هوهنلیند است و قبل از انتقال به آکادمی جوانان باشگاه فوتبال بایر لورکوزن در سال ۲۰۱۴، مراحل توسعه خود را در آنجا به پایان رساند. در ۲۹ نوامبر ۲۰۲۳، او قرارداد حرفه‌ای با بایر لورکوزن امضا کرد. در ۱۵ اکتبر ۲۰۲۴، روزنامه انگلیسی گاردین او را به عنوان یکی از بهترین بازیکنان متولد ۲۰۰۷ در سطح جهانی معرفی کرد. در ۱۸ اکتبر ۲۰۲۴، او مدال مدال فریتس والتر ۲۰۲۴ زیر ۱۷ سال را به دست آورد. او اولین بازی حرفه‌ای و بزرگسالان خود را به عنوان بازیکن تعویضی در پیروزی ۳–۰ جام حذفی فوتبال آلمان مقابل باشگاه فوتبال الفرسبرگ در ۲۹ اکتبر ۲۰۲۴ انجام داد.

## دوران ملی
فرانسیس اونیکا در آلمان متولد شده و از طریق پدرش نژاد نیجریه‌ای دارد. او یک بازیکن بین‌المللی جوان برای آلمان است و برای تیم زیر ۱۷ سال آلمان در مسابقات قهرمانی زیر ۱۷ سال اروپا بازی کرده است.